# Markovac (Vršac)
Markovac (serbisch-kyrillisch Марковац, rumänisch: Marcovăţ) ist ein Dorf in der nordserbischen Provinz Vojvodina mit etwa 330 Einwohnern. Markovac liegt in der Gemeinde Vršac, im Bezirk südlicher Banat (serbisch: Okrug Južni Banat).

## Lage
Das Dorf liegt 156 m über dem Meeresspiegel im Südosten der Pannonischen Tiefebene etwa 10 km nordöstlich von Vršac. Zur rumänischen Grenze im Osten sind es etwa 2 km. 5 km südwestlich liegt das Kloster Mesić.

## Bevölkerung

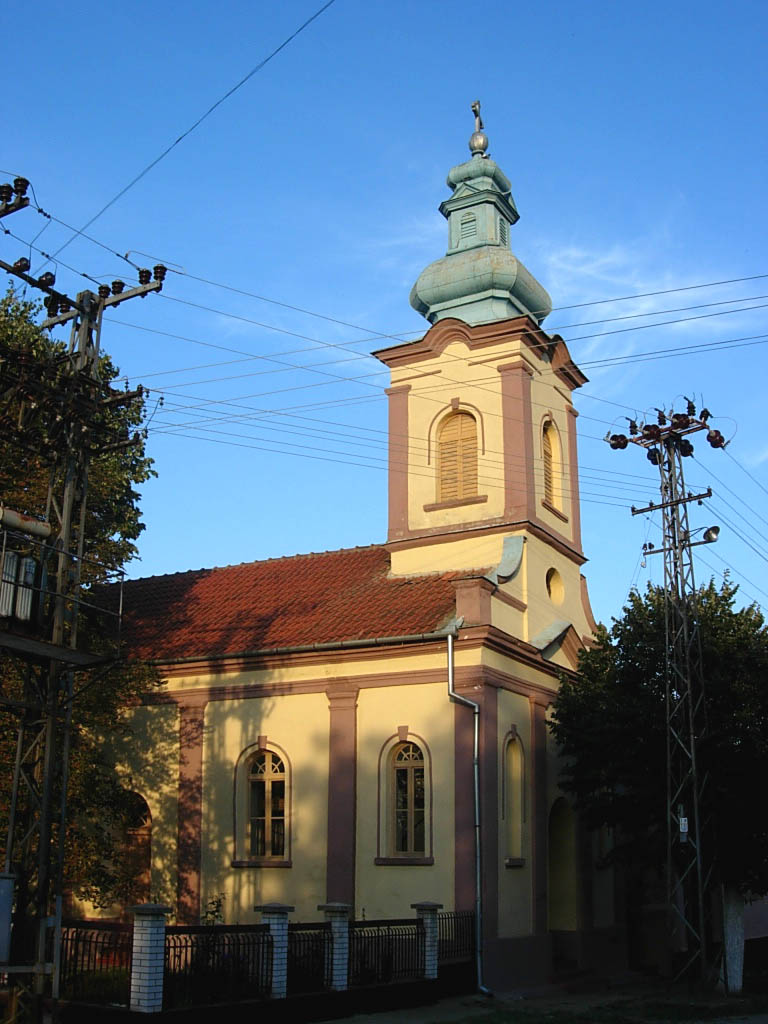
Die griechisch-katholische Kirche in Markovac

Das Dorf hat eine rumänische Bevölkerungsmehrheit, bedingt durch die Grenzlage zu Rumänien. Außer Rumänen leben in Markovac auch Serben, Ungarn, Tschechen, Kroaten, Slowenen und Roma. Im Jahr 2002 hatte Markovac 329 Einwohner, während es 1991 570 Bewohner waren. Die Mehrheit der Einwohner ist christlich-orthodox, aber auch griechisch-katholische Christen leben in Markovac. Das Dorf besteht aus 127 Haushalten.

## Geschichte
Im Lauf der Geschichte hatte das Dorf Markovac verschiedene Namen. Im 15. Jahrhundert hieß das Dorf Markteleke. 1743 bekommt der Ort, zum ersten Mal den Namen Markovac. 1911 erhält der Ort, den ungarischen Name Márktelke. Und ab 1919 im Königreich Jugoslawien seinen heutigen Namen Markovac.

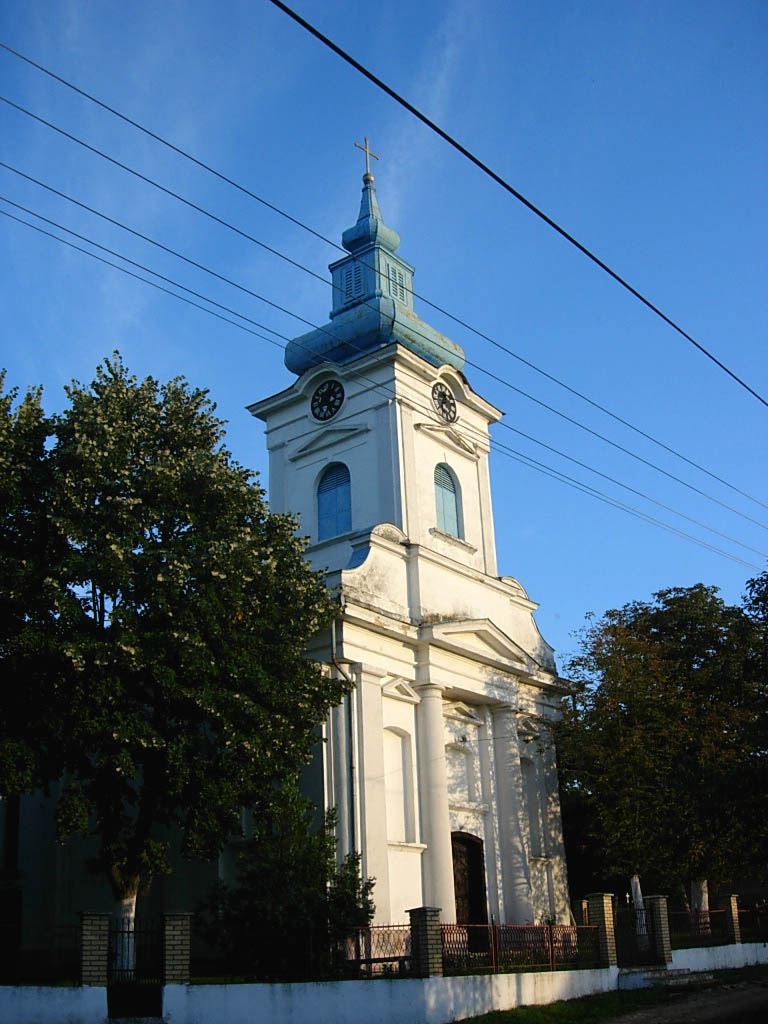
Die rumänisch-orthodoxe Kirche im Dorf

Das Dorf war ein Bestandteil des Kreises Caraș-Severin. Der Kreis liegt im Banat Rumäniens. Zur Zeit der Osmanenherrschaft war das Dorf verlassen worden. Während des Ersten österreichischen Türkenkriegs von 1526/27 bis 1533, wurde der Ort von Serben und Rumänen wieder besiedelt. 1734 wurde eine orthodoxe Holzkirche erbaut. 1751 bestand das Dorf aus 126 Häusern. Im gleichen Jahr wird die Poststation von Markovac beschrieben, die von Denta nach Oravița reichte. Beim Türkenkrieg von 1788 schließen die rumänischen Verteidiger von Markovac, mit den Osmanen einen Frieden. Der türkische Kommandant Abdulah Mehmed Meniš paša, setzt den Rumänen Batoš Butan aus Markovac, als Kommandanten von 22 Dörfern um Markovac ein. Mit der Aufgabe die Umgebung von Markovac auf friedliche Weise zu kontrollieren. Zudem sollte der rumänische Kommandant auch Bauern aus der Umgebung rekrutieren. Die Bevölkerung war vor allem im Weinanbau tätig, so dass 1835 der damalige prominentesten Önologe Franz Schams, die Weine aus Markovac lobte. 1843 lag der geschätzte Ertrag an Wein in Markovac bei 9000 Litern. 1872 wird die Rumänisch-Orthodoxe Kirche errichtet. 1890 erbauten die Serben neben dem Pfarrhaus ihre Serbisch-Orthodoxe Kirche. 1897 war Mihalo Čipić der letzte serbische Priester in Markovac. Danach wurden alle serbischen Einwohner von Markovac zu Rumänen. Erst später siedelten wieder Serben im Ort.

## Bevölkerungszahl in der Vergangenheit
1896 lebten im Dorf 1529 Menschen. 1880 waren es 1400 Bewohner. 1890 dagegen wieder 1491 Einwohner. Im Jahre 1900 lebten in Markovac 1527 Menschen. 1910 waren 1438 Einwohner. 1921 hatte Markovac eine Bevölkerungszahl von 1323 Bewohnern. Davon waren: 35 Serben, 14 Slowaken, 1209 Rumänen, 42 Deutsche und 23 Ungarn.

## Demographie
| Jahr | Einwohnerzahl |
| ---- | ------------- |
| 1948 | 1125          |
| 1953 | 1129          |
| 1961 | 1042          |
| 1971 | 817           |
| 1981 | 717           |
| 1991 | 570           |
| 2002 | 329           |